# Batolite di Achala
Il batolite di Achala (in lingua spagnola: Batolito de Achala) è costituito da un gruppo di plutoni situati nelle Sierras de Córdoba, nella parte centrale dell'Argentina.
Ha una superficie di oltre 2500 km2 e costituisce il più esteso gruppo di rocce intrusive esposto nelle Sierras Pampeanas. I primi studi su questo batolite risalgono al 1932.

## Struttura
I plutoni intrudono la più vecchia migmatite oltre a rocce metamorfiche di protoliti sedimentari e vulcanici.
Le tipologie di rocce intruse sono costituite da gneiss tonalitico contenente biotite, anfibolite, marmo e quarzite.
Su grande scala le intrusioni appaiono parallele alla scistosità delle rocce più antiche; ma se osservate a scale più piccole, le intrusioni non sembrano correlate alla scistosità. Le rocce intruse sono alterate da metamorfismo di contatto e dai fluidi adesso associati. L'alterazione è visibile nel marmo e in minerali come la vesuvianite e l'humite, entrambi con un alto contenuto di fluoro. Si ritiene che l'alterazione abbia riguardato anche il batolite stesso.

## Litologia e alterazione
La maggior parte delle rocce del batolite sono costituite da monzogranito, ma è presente anche la granodiorite e la tonalite.
Le parti centrali del batolite sono interamente granitiche e includono anche leucograniti. La granulometria varia da grossolana a fine e in alcune zone le rocce sono porfiritiche. I dicchi di lamprofiri e nefelinite presenti nella regione sono associati al batolite.
La pegmatite e l'aplite sono presenti nel batolite, anche se in volumi ridotti.